# Liatongus endrodii
Liatongus endrodii là một loài bọ cánh cứng trong họ Bọ hung (Scarabaeidae).